# Rhadiurgus variabilis

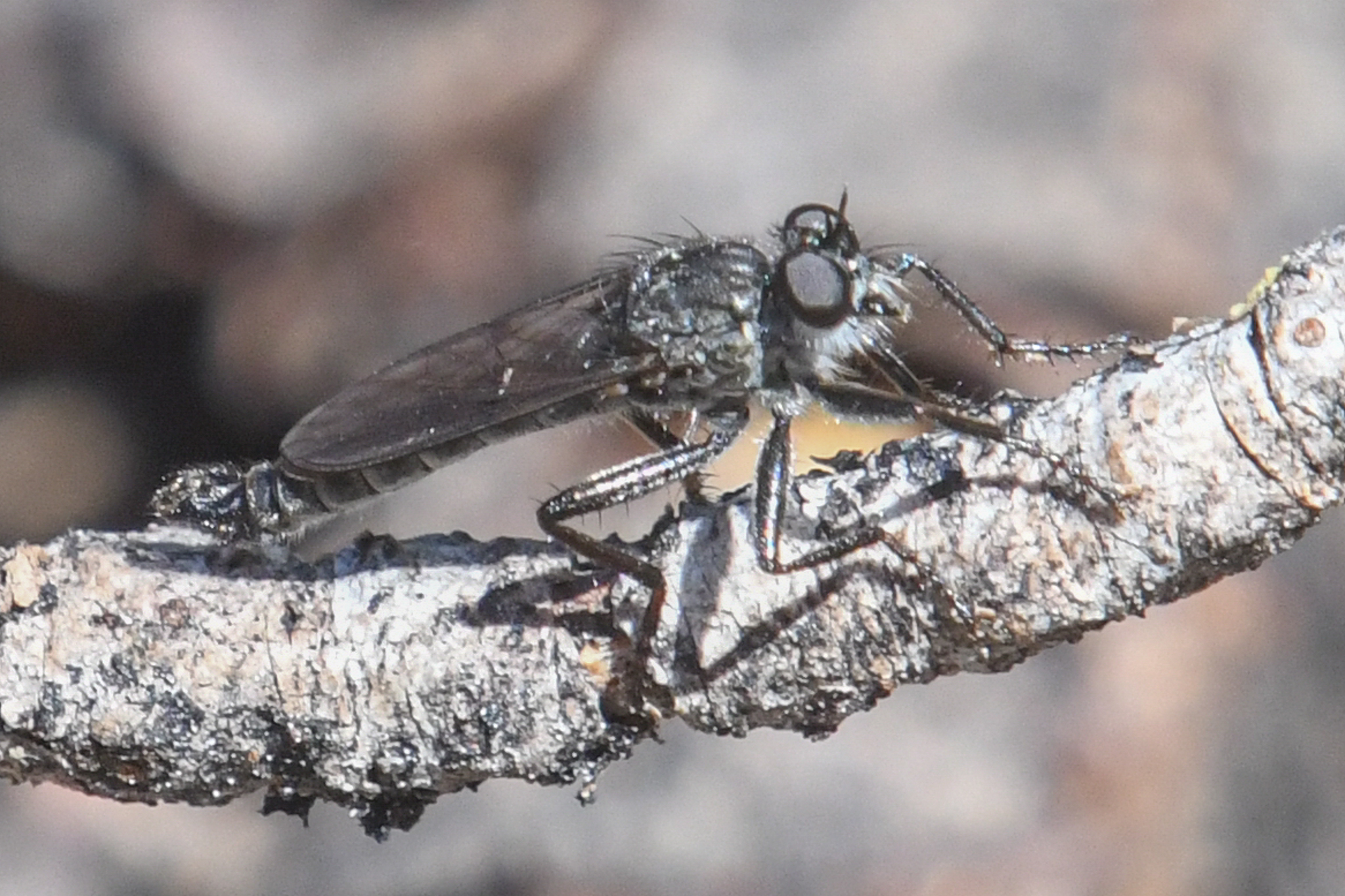
Rhadiurgus variabilis

Rhadiurgus variabilis är en tvåvingeart som först beskrevs av Zetterstedt 1838.  Rhadiurgus variabilis ingår i släktet Rhadiurgus och familjen rovflugor. Arten är reproducerande i Sverige. Inga underarter finns listade i Catalogue of Life.